# ΜTorrent
µTorrent, ofta skrivet uTorrent, är ett fildelningsprogram i form av en gratis bittorrent-klient för Windows och Macintosh. Programmet ägs och underhålls av företaget Bittorrent. Hela programmet består av en exekverbar fil. Den designades för att använda så lite resurser som möjligt, men fortfarande erbjuda lika mycket funktioner som andra bittorrent-klienter. µtorrent är programmerat i C++.

## Uttal
Eftersom µtorrent använder den grekiska bokstaven my (versal: Μ, gemen: µ) i gemen form i namnet, förekommer det förvirring om uttalet. Lilla my används även som SI-prefix för mikro. Då programmet är skrivet för att ta lite plats, är "mikrotorrent" ett tänkbart uttal.[källa behövs] Läser man ut bokstavens namn på svenska får man "mytorrent". Detta bör ej förväxlas med engelska ordet "my", då µ heter "mu" på engelska (/muː/ eller /mjuː/). Eftersom lilla my liknar ett litet u finns även uttalsvarianterna "utorrent" och det angliserade uttalet "youtorrent".

## Funktioner
µtorrent har mycket låga systemkrav, och enligt tillverkarna kan programmet köras på en 486:a med Windows 95 och 14 MiB RAM. Det har också Unicode-stöd för Windows 95/98/ME inbyggt i programmet, så Microsofts egen Unicode-implementation behövs inte.
Några av funktionerna i µtorrent är:
- Unicode-stöd
- UPnP-stöd (endast Windows XP)
- Protokollkryptering (PE)
- Peer Exchange (PEX)
- RSS
- DHT-stöd
- Verktyg för att begränsa bandbredden vissa tider på dygnet
- Sökfunktion som kan ändras efter behov
- Ikoner som kan ersättas
- Filtrering av IP-nummer
- Kan användas som portabelt

### Planerade funktioner
- Webbstyrning (finns ute som beta, kallas Web UI)
- Stöd för RSS 1.0 och 2.0

## Historia
Serge Paquet föreslog för Ludvig Strigeus att han skulle skriva en liten, men effektiv bittorrent-klient. Strigeus började ta fram planer för programmets utveckling, som då inte skulle få många funktioner. Efter att ha arbetat på projektet under en månad på hösten 2004, mest under sin fritid innan eller efter arbetet, lade han ner projektet under ett år. Arbetet på klienten började igen i september 2005.